# Stade Auguste-Delaune
Pour les articles homonymes, voir Delaune et Parc des sports Auguste-Delaune.

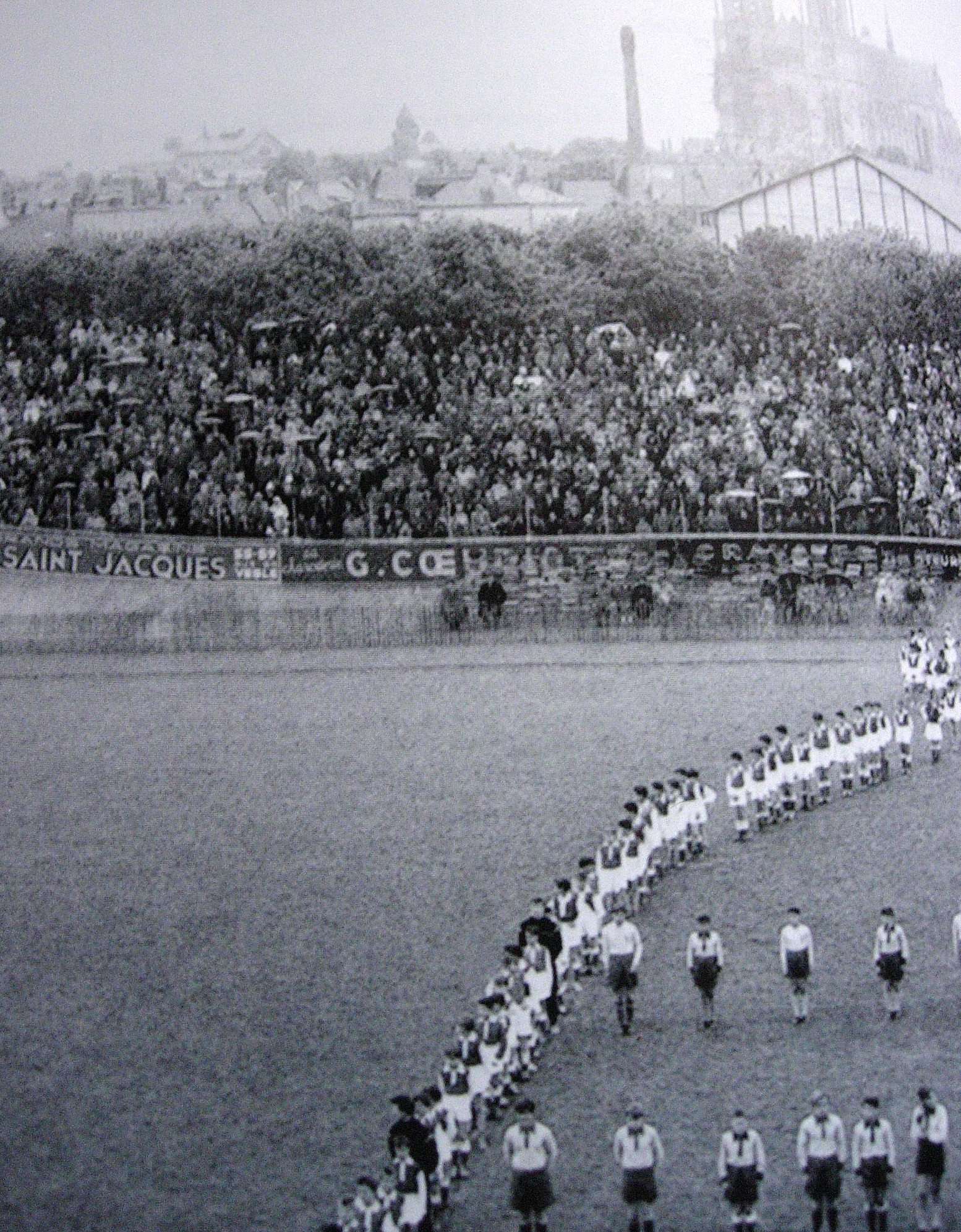
Le Stade dans les années 1930.

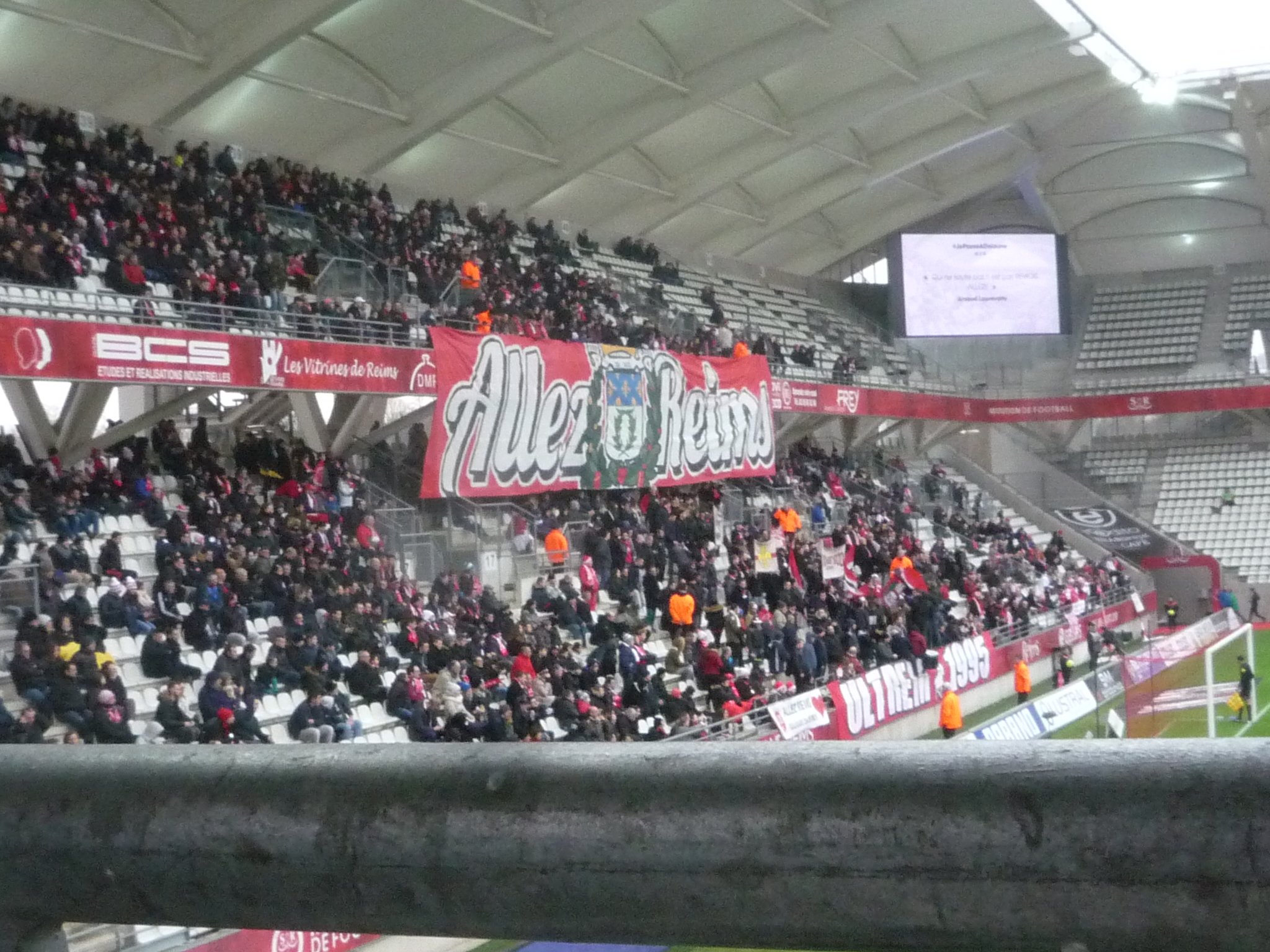
La tribune Robert-Jonquet en 2005

Le stade Auguste-Delaune est le stade de football de la ville de Reims. Nommé en mémoire d'Auguste Delaune, sportif normand mort sous la torture de la Gestapo en 1943, il accueille les matchs à domicile du Stade de Reims. Ce stade est composé de quatre tribunes : la tribune Albert-Batteux (Nord), la tribune latérale Francis-Méano, la tribune officielle Henri-Germain et la tribune Robert-Jonquet (Sud).

## Repères historiques
Livré fin juillet 1934, le stade vélodrome municipal ouvre officiellement ses portes au public le 7 octobre 1934 à l'occasion de l'arrivée du 26e Paris-Reims (cyclisme), remporté par Étienne Parizet. Les joueurs du Stade de Reims ne foulent la nouvelle pelouse rémoise que le 21 octobre suivant, à l'occasion de la réception de son concurrent direct, Vireux, finalement battu sur le score de 4-3. 
Le stade municipal est officiellement inauguré le dimanche 2 juin 1935 en présence d'Albert Lebrun, Président de la République. Pour l'occasion, une rencontre amicale est organisée et le Stade de Reims, tout juste champion de France amateur, reçoit le FC Sochaux, champion de France professionnel, qui s'impose 6-1.
L'enceinte peut alors accueillir 18 000 spectateurs, ce qui en faisait une des plus grandes du pays à l'époque. D'ailleurs, les organisateurs de la Coupe du monde de football de 1938 confièrent à l'enceinte rémoise l'organisation d'une rencontre du premier tour qui voit la Hongrie s'imposer 6 à 0 face à l'Indes orientales hollandaises.
Le Stade vélodrome municipal, terminé fin juillet 1934, est donc ouvert officiellement, le 7 octobre 1934, à l'occasion de l'arrivée du 26e Paris-Reims, remporté par Étienne Parizet. La réunion est complétée par des courses sur la piste rose. En match Omnium opposant deux pistards à deux routiers (derrière moto, contre la montre et en poursuite), Faudet termine à la première place devant Plassat, Bidet et Godinat. Le prix de Champagne derrière moto est remporté par Wynsdau devant Sérès et les Rémois Toussaint et Marronnier. Faudet gagne la course à l'américaine sur 20 km. Le 14 avril 1935, le Bicycle club rémois organise le grand prix de Champagne. Robert Toussaint remporte la course derrière moto, devant l'ancien champion du monde Toto Grassin. Par ailleurs, d'importantes réunions de cyclisme sur piste y furent organisées.
C'est après la Seconde Guerre mondiale qu'il prend le nom de stade Auguste-Delaune en mémoire d'Auguste Delaune, sportif normand mort sous la torture de la Gestapo le 13 septembre 1943.
À la fin des années 1950, le club résidant domine le football français et le public afflue de plus en plus aux matchs, par conséquent une nouvelle tribune latérale à deux niveaux est bientôt construite face à la tribune présidentielle. Dans les décennies qui suivirent, l'équipe connut de plus en plus de difficultés avec même un retour à l'amateurisme en 1991. Le stade est déserté par les supporters et son entretien laisse à désirer, le record d'affluence date pourtant de cette époque : 27 774 spectateurs payants (le 2 juin 1987 contre l'Olympique de Marseille en demi-finale retour de la Coupe de France). Le record en championnat de France de Division 1 date du 6 novembre 1976 avec 25 225 spectateurs pour la venue de l'AS Saint-Étienne.
En 2023 et 2024, le stade accueille le grand concert de la Fête de la musique diffusé sur la chaîne publique France 2.

### Rénovation
À l'aube des années 2000, le Stade de Reims est porté par de nouvelles ambitions, et le club retrouve l'échelon professionnel en 2002 avec en tête la montée en Ligue 2. Il devint alors urgent de rénover totalement le stade, devenu exigu, vétuste, peu confortable (9 500 places officiellement, mais plutôt 8 000 en réalité) et surtout dangereux (en 1998, la commission de sécurité en visite ne donnera pas son accord à l'organisation d'un match de Coupe de France à Reims). En octobre 1997, le maire de Reims Jean Falala, annonce son souhait de voir le stade Delaune reconstruit.
Un projet visant à reconstruire un stade de 22 000 places sur le site même de l'actuel stade, voit ainsi le jour au milieu des années 2000. Après plusieurs saisons de travaux, l'ex-vélodrome a laissé la place en août 2008 à un stade rénové, modernisé et agrandi.
L'inauguration du stade a eu lieu durant le match Reims-Lens (1-2) devant 19 995 spectateurs, le 5 décembre 2008. Le 7 mai 2012, le stade atteint une affluence de 20 321 spectateurs lors du match Stade de Reims-AS Monaco FC (2-0). Ce record ne tient que dix jours puisque pour le dernier match de la saison 2011-2012 de Ligue 2 à domicile, le club enregistre une affluence de 20 621 spectateurs, lors de la réception du Racing Club de Lens (1-1). Le record est battu pour la troisième fois d'affilée lors du premier match de la saison 2012-2013 de Ligue 1 disputé face à l'Olympique de Marseille qui se déroule devant 21 044 spectateurs.
En juin 2016, des écrans géants sont installés.
Actuellement le stade peut accueillir 20 519 spectateurs.

## Événements sportifs

### Coupe du monde masculine de football
En 1938, lors de la troisième édition de la Coupe du monde de football organisée en France, le stade accueille un des huitièmes de finale (qui constitue à l'époque le premier match de la compétition) opposant la Hongrie et les Indes orientales néerlandaises. Les Hongrois gagnent ce match 6-0 grâce notamment à deux doublés de György Sárosi et Gyula Zsengellér.
| Date        | Compétition         | Équipe 1 | Équipe 2                       | Score | Affluence |
| ----------- | ------------------- | -------- | ------------------------------ | ----- | --------- |
| 5 juin 1938 | Coupe du monde 1938 | Hongrie  | Indes orientales néerlandaises | 6 - 0 | 9 000     |

### Coupe du monde féminine 2019
Le 20 mars 2015, la France obtient la Coupe du monde féminine de football 2019 et Reims fait partie des onze villes pré-sélectionnées pour recevoir des matchs.
Le 14 juin 2017, la FFF et la FIFA annoncent les neuf villes hôtes finalement retenues, et dont Reims fait partie.
| Matchs de la Coupe du monde féminine 2019 | Matchs de la Coupe du monde féminine 2019 | Matchs de la Coupe du monde féminine 2019 | Matchs de la Coupe du monde féminine 2019 | Matchs de la Coupe du monde féminine 2019 | Matchs de la Coupe du monde féminine 2019 | Matchs de la Coupe du monde féminine 2019 |
| Date                                      | Heure                                     | Équipe 1                                  | Résultat                                  | Équipe 2                                  | Tour                                      | Affluence                                 |
| ----------------------------------------- | ----------------------------------------- | ----------------------------------------- | ----------------------------------------- | ----------------------------------------- | ----------------------------------------- | ----------------------------------------- |
| 8 juin 2019                               | 15:00                                     | Norvège                                   | 3 - 0                                     | Nigeria                                   | Groupe A                                  | 11 058                                    |
| 11 juin 2019                              | 21:00                                     | États-Unis                                | 13 - 0                                    | Thaïlande                                 | Groupe F                                  | 18 591                                    |
| 14 juin 2019                              | 21:00                                     | Jamaïque                                  | 0 - 5                                     | Italie                                    | Groupe C                                  | 12 016                                    |
| 17 juin 2019                              | 21:00                                     | Corée du Sud                              | 1 - 2                                     | Norvège                                   | Groupe A                                  | 13 034                                    |
| 20 juin 2019                              | 18:00                                     | Pays-Bas                                  | 2 - 1                                     | Canada                                    | Groupe E                                  | 19 277                                    |
| 24 juin 2019                              | 18:00                                     | Espagne                                   | 1 - 2                                     | États-Unis                                | Huitième de finale                        | 19 633                                    |

### Équipes de France de football

#### Sélection masculine
Le 28 avril 1970, France-Roumanie se solde au stade Auguste-Delaune par un succès 2-0 des coéquipiers de Jean Djorkaeff et Charly Loubet buteurs lors de ce match.
Le 31 mai 2012, le stade accueille un match amical contre la Serbie dans le cadre de la préparation française au Championnat d'Europe de football 2012. Les Bleus gagnent le match deux buts à zéro avec des réalisations de Franck Ribéry et de Florent Malouda.
| Date          | Compétition | Équipe 1 | Équipe 2 | Score | Affluence |
| ------------- | ----------- | -------- | -------- | ----- | --------- |
| 28 avril 1970 | Amical      | France   | Roumanie | 2 - 0 | 10 929    |
| 31 mai 2012   | Amical      | France   | Serbie   | 2 - 0 | 18 000    |

#### Sélection féminine
Le 29 juin 2013, l'équipe de France féminine accueille son homologue norvégienne dans un match de préparation à l'Euro 2013 que les deux équipes disputent. La France gagne un but à zéro grâce à Gaëtane Thiney.
Le 23 octobre 2017 dans le cadre d'un match amical, la France surclasse le Ghana 8-0.
Le 31 octobre 2023, l'équipe de France féminine reçoit la Norvège. La rencontre se termine par un match nul 0-0.
| Date            | Compétition            | Équipe 1 | Équipe 2 | Score | Affluence |
| --------------- | ---------------------- | -------- | -------- | ----- | --------- |
| 29 juin 2013    | Amical                 | France   | Norvège  | 1 - 0 | 11 245    |
| 23 octobre 2017 | Amical                 | France   | Ghana    | 8 - 0 | 20 000    |
| 31 octobre 2023 | Ligue des nations 2024 | France   | Norvège  | 0 - 0 | 13 121    |

### Cyclisme
Cyclisme sur route
- Paris-Reims - arrivée au moins en 1934

Cyclisme sur piste
- Grand Prix de la République 1936, 1937
- Championnat de France de poursuite 1941, 1947
- Championnat de France de vitesse 1942[20], 1949
- 57e Championnat de France de demi-fond 1945
- Championnat de France de demi-fond 1965, 1974,1975 et 1981.
- Grand Prix de Reims, à partir de 1935

Tour de France
- 32e Tour de France 1938 - 19e étape - Victoire de Fabien Galateau  France[note 1]
- 36e Tour de France 1949 - 1re étape - Victoire de Marcel Dussault  France
- 38e Tour de France 1951 - 1re étape - Victoire de Giovanni Rossi  Suisse
- 60e Tour de France 1973 - 3e étape - Victoire de Cyrille Guimard  France

### Boxe
- Championnat de France des poids légers, André Gonnet vs Roger Baour, 29 mai 1949.
- Championnat de France des poids moyens, Jacques Royer-Crécy vs Jean Stock, 18 juin 1950

### Hommages
Deux statues sont installées devant le stade : à Just Fontaine et Raymond Kopa.

### Galerie d'images

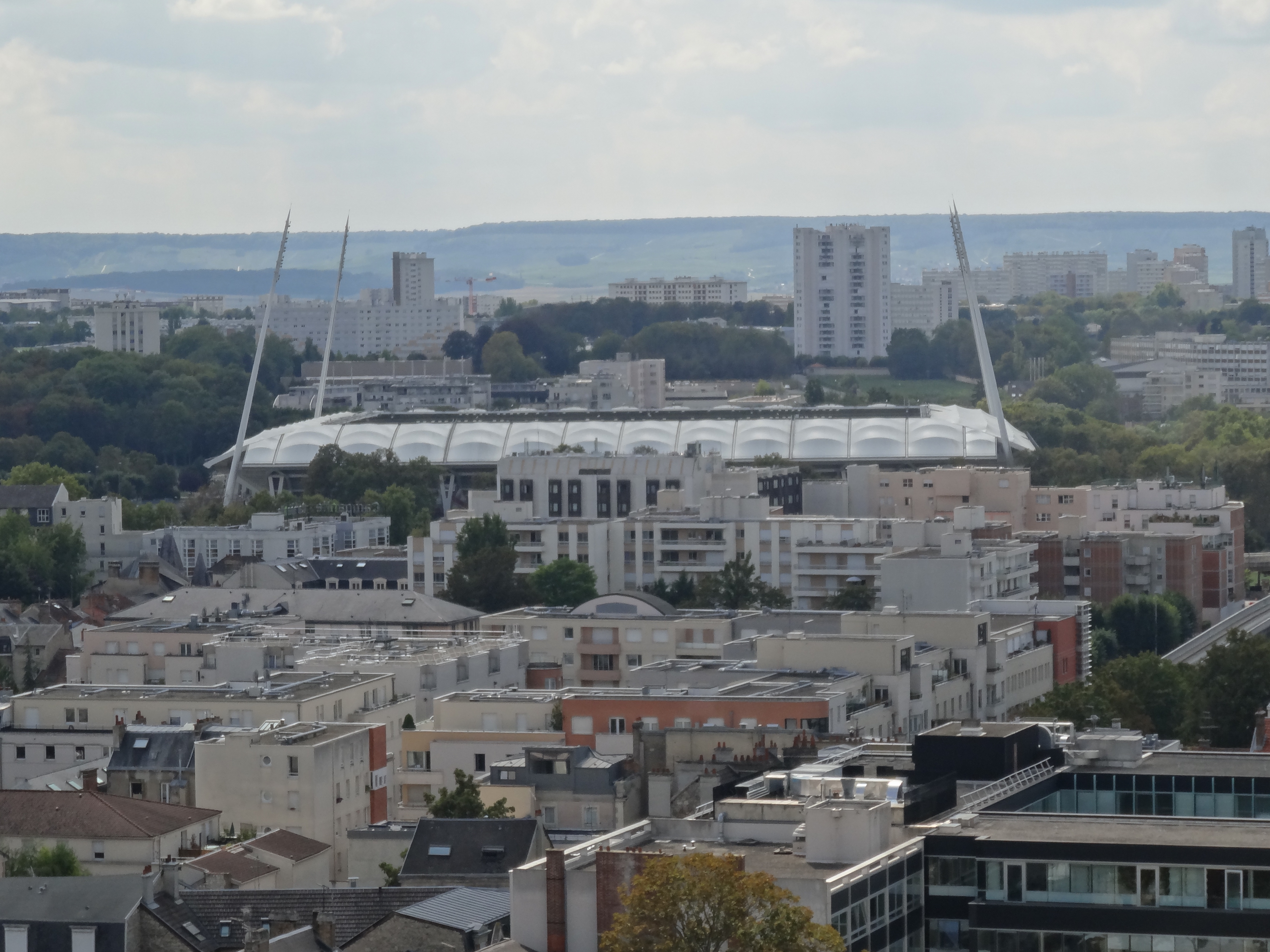
Le stade vu depuis la cathédrale.
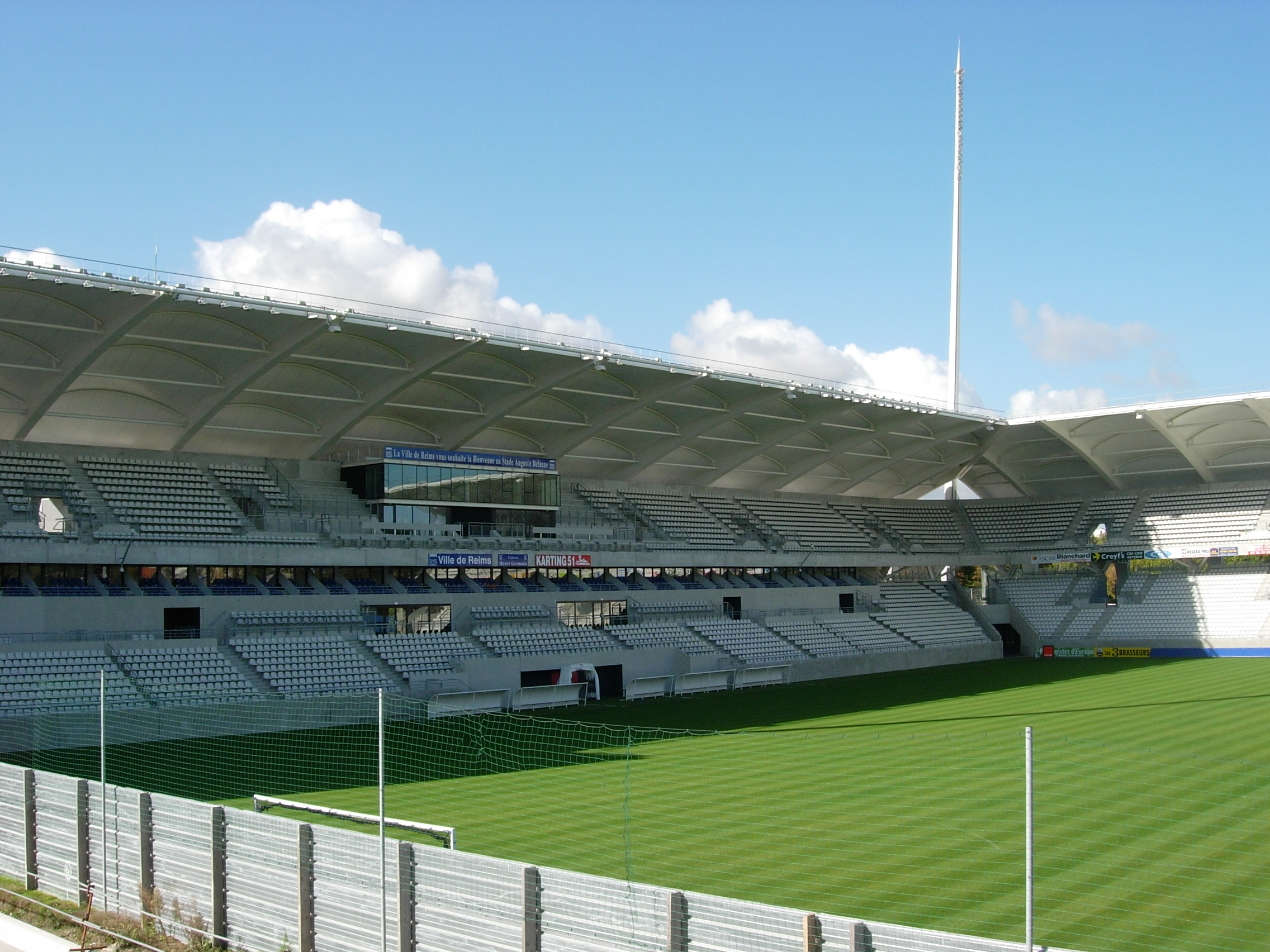
Tribune Henri-Germain
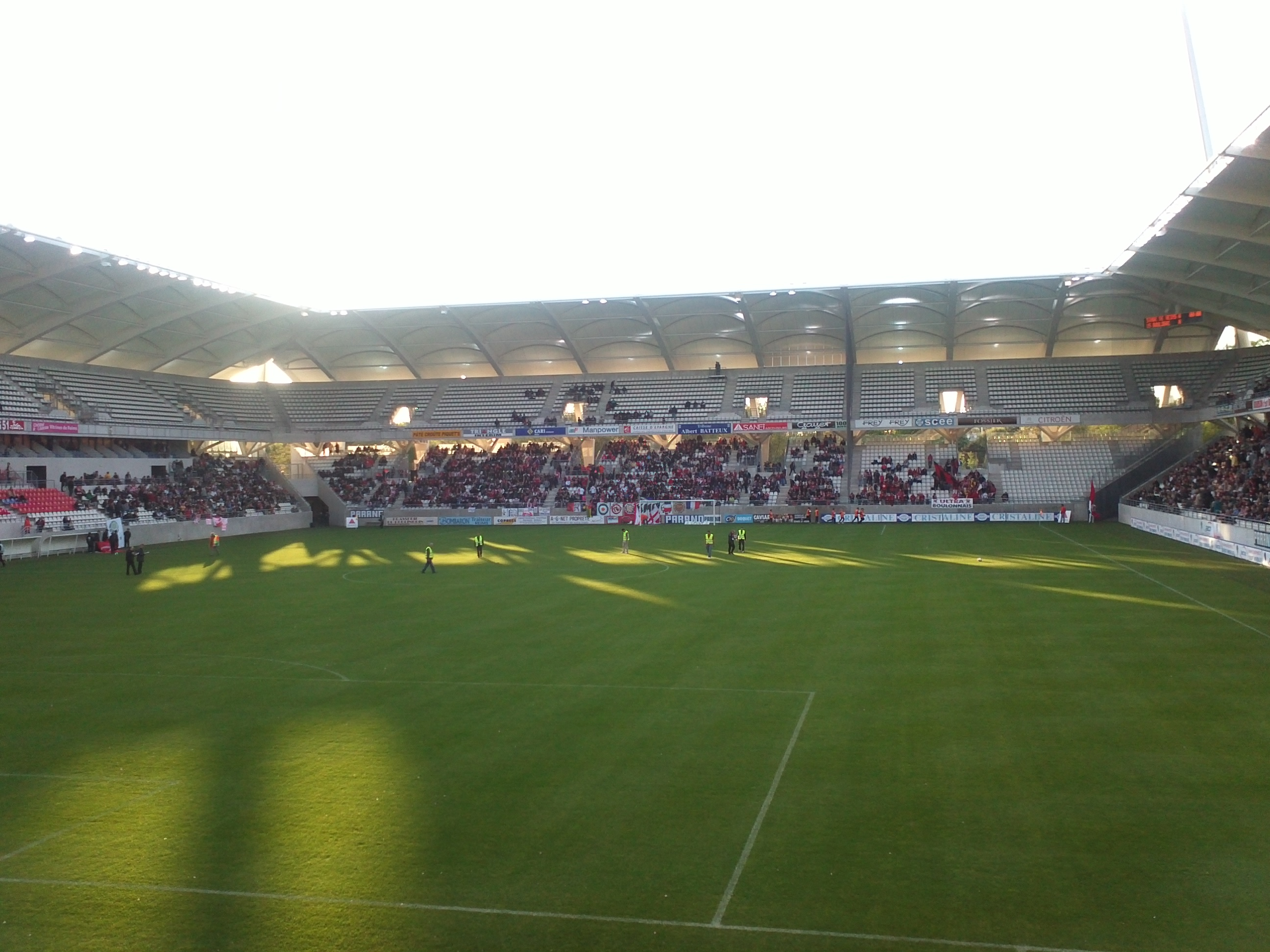
Tribune Albert Batteux
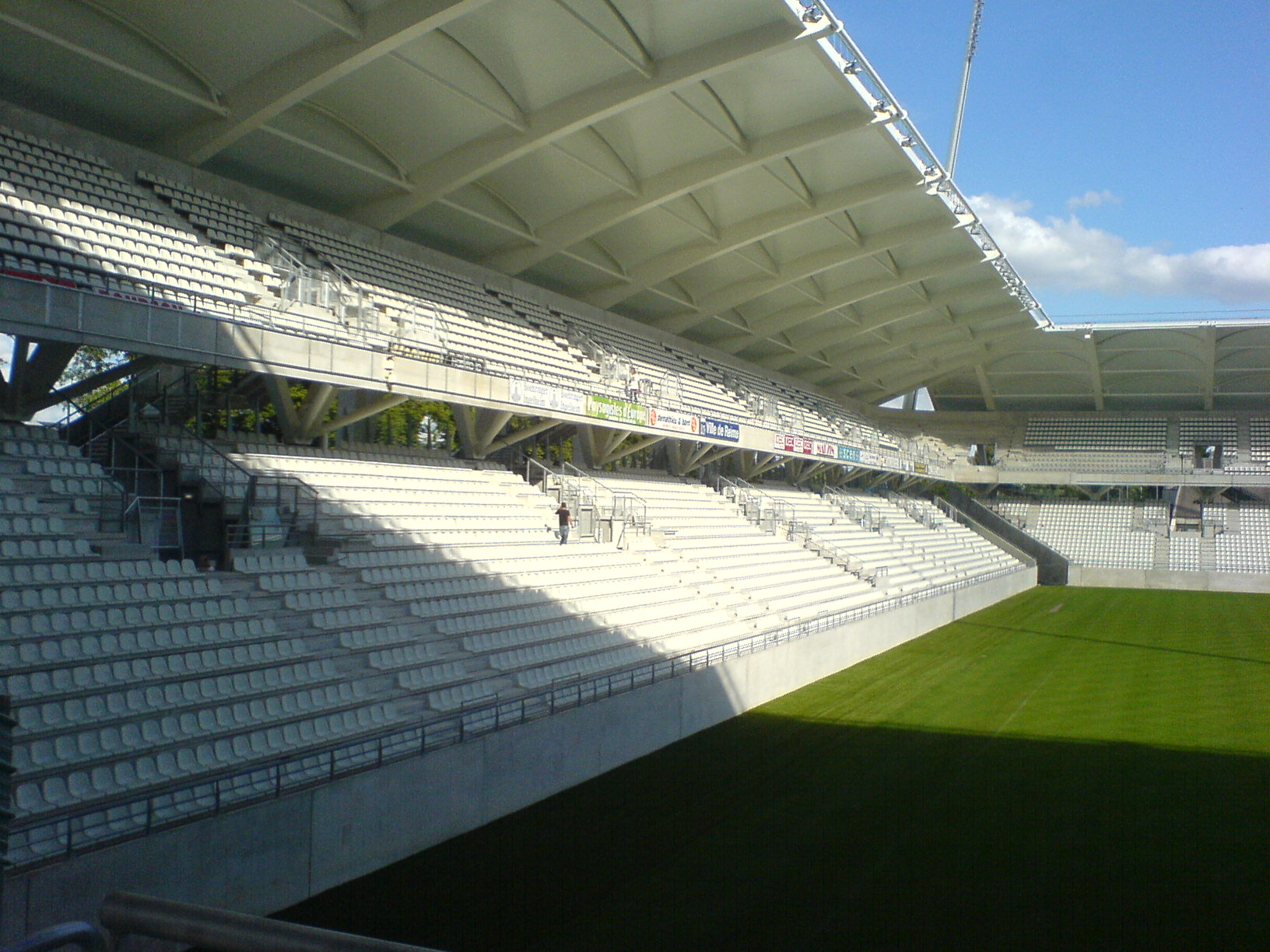
Tribune Francis Méano
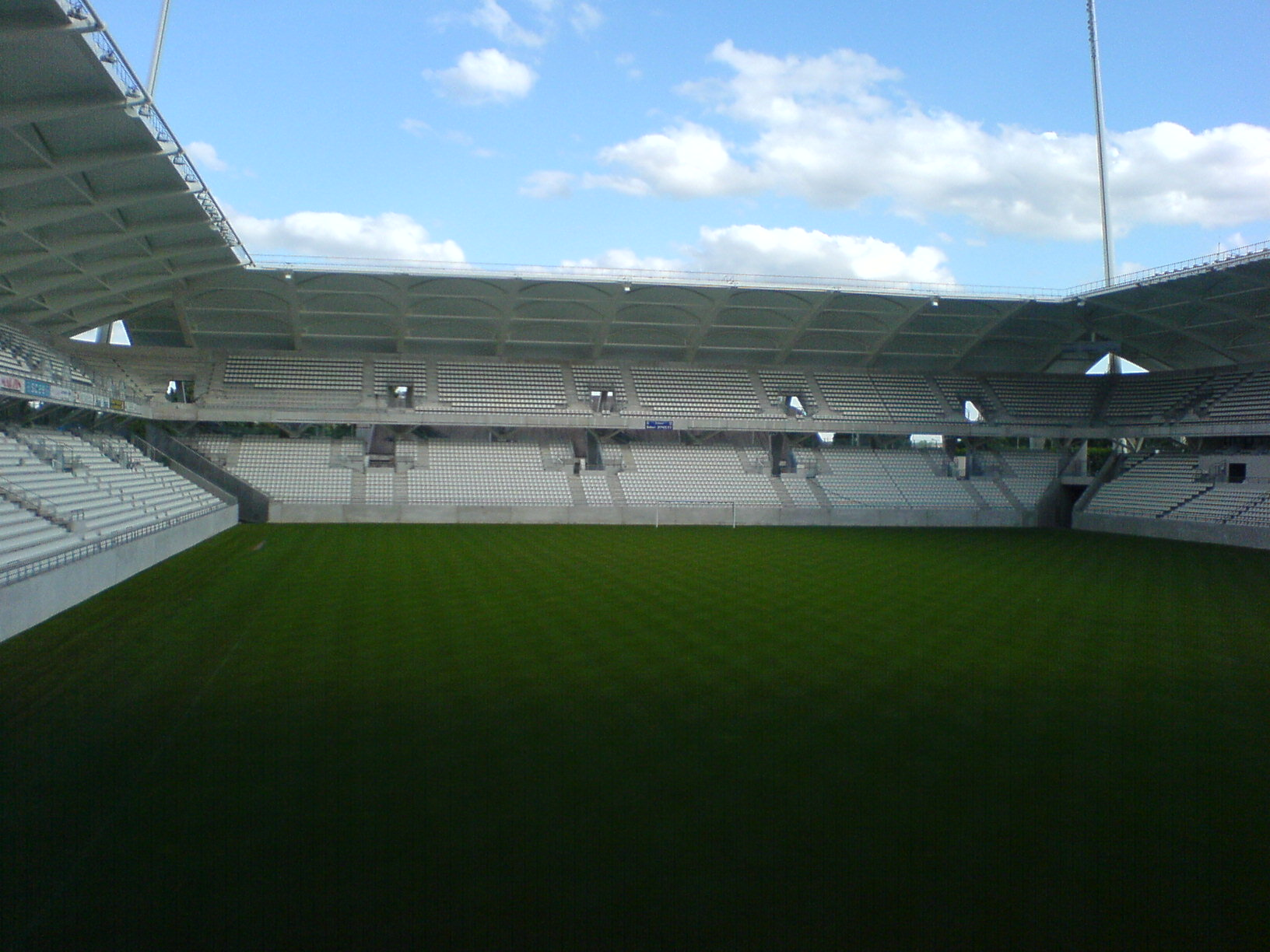
Tribune Robert Jonquet